# Вооружённые силы Дании
Вооружённые силы Дании (дат. Forsvaret) — совокупность войск и сил Королевства Дании, предназначенных для защиты свободы, независимости и территориальной целостности государства. 
Вооружённые силы состоят из органов управления, сухопутных войск, военно-морских и военно-воздушных сил. Верховный главнокомандующий — король Дании Фредерик X.

## История

### До XX века
Дания принимала участие в колониальном разделе мира — в 1684 году датчанами был захвачен и в 1718 году — колонизирован остров Сент-Джон. В дальнейшем, на этих территориях была создана Датская Вест-Индия.
Во время Наполеоновских войн принадлежавшие Дании Виргинские острова были захвачены Великобританией, но 20 ноября 1815 года они были возвращены Дании.
В 1848—1850 годах Дания и Пруссия вели «трёхлетнюю войну» за обладание герцогствами Шлезвиг и Гольштейн, связанные личной унией с Датским королевством, которая завершилась победой Дании.

### XX век
В ходе Второй Мировой войны, 9 апреля 1940 года Дания была оккупирована силами вермахта в рамках Датско-Норвежской операции. В Копенгагене одно из подразделений датской армии открыло огонь по немцам. Через час после начала операции правительство и король отдали приказ вооружённым силам не оказывать сопротивление агрессору и капитулировали. В целом, операция по оккупации Дании заняла несколько часов, потери немецкой армии составили 2 военнослужащих убитыми и 10 ранеными. Потери Дании составили 16 военнослужащих убитыми и 20 ранеными. Вслед за этим, британские войска оккупировали принадлежавшие Дании Фарерские острова и Исландию, не встретив сопротивления со стороны Дании.
После начала немецкой оккупации началось сокращение численности капитулировавшей датской армии и флота. Хотя вооружённые силы и полиция остались под датским командованием, немецкое военное командование в Дании начало постепенно изымать тяжелое вооружение из арсеналов датской армии. 5 апреля 1940 года по требованию немецкой стороны в распоряжение немцев была передана первая партия вооружения: 24 зенитных орудия. В дальнейшем, 22 апреля 1940 года немцы приказали командованию датской армии передать в распоряжение немецких оккупационных войск средства ПВО, а в конце апреля 1940 года — передать им военные суда для охраны моста через залив Малый Бельт, а также предоставить материалы для строительства укреплений на островах Лесю и Анхальт и в городах Скаген, Эсбьерг и Хельсингёр. 29 августа 1943 года правительство Дании было разогнано, власть в стране перешла к немецкой оккупационной администрации в лице имперских уполномоченных секретарей по Дании. В страну были введены армейские части и подразделения гестапо. Одновременно немецкие войска начали операцию «Сафари», в ходе которой части датской армии были разоружены, а военнослужащие — интернированы. После выполнения операции в распоряжении немецкого военного командования оказалось практически все вооружение, техника и военное имущество сухопутных войск общей стоимостью свыше 700 млн крон, однако из 49 кораблей военно-морского флота удалось захватить неповреждёнными только 18 (6 миноносцев, 5 торпедных катеров и 20 иных кораблей и судов ВМФ были затоплены либо выведены из строя). 5 мая 1945 года германские войска в Дании капитулировали перед англичанами.
В период Второй Мировой войны граждане Дании служили в подразделениях вермахта, СС, охранно-полицейских подразделениях, несли службу на территории Дании, а также принимали участие в боевых действиях на стороне Германии на советско-германском фронте и в Хорватии. В 1941 году из датчан был сформирован Датский добровольческий корпус, а в последующем — и другие подразделения.
В то же время, датчане-эмигранты принимали участие в войне на стороне Антигитлеровской коалиции: 6 октября 1940 года в Лондоне было создано представительство Дании (The Danish Council), которое с 1 января 1941 года получило разрешение правительства Великобритании на призыв датчан-эмигрантов в британские войска. Всего за время войны в вооружённые силы Великобритании и её доминионов записались 1000 датчан (при этом, 52 из них передали в распоряжение SOE и после специальной подготовки они были переброшены на территорию оккупированной Европы в качестве разведчиков и диверсантов), 110 из них погибли.
18 февраля 1948 года Бельгия, Голландия, Дания, Люксембург и Франция учредили Международный совет военного спорта с центром в Брюсселе.
4 апреля 1949 года Дания вступила в военно-политический блок НАТО, после чего военные расходы страны были увеличены, началось военное строительство. В 1951 году Дания и США подписали договор, в соответствии с которым США было разрешено создание военных баз на острове Гренландия.
Дания не принимала непосредственного участия в войне в Корее, однако оказала медико-санитарную помощь силам ООН. С 1956 года вооружённые силы Дании участвуют в деятельности «Межсоюзной конфедерации офицеров резерва» (CIOR), которая является ассоциированной организацией при НАТО.
В 1992 году военный контингент Дании был направлен в Боснию, 29 апреля 1994 года в ходе операции «Bøllebank» танки Leopard 1A5 Дании из состава подразделения «NORDBAT 2» вступили в бой с сербскими подразделениями, а 25 октября 1994 года в ходе выполнения операции «Аманда» («Operation Amanda») — обстреляли сербские позиции в районе Тузлы.
В 1999 году Дания принимала участие в военной операции НАТО против Югославии.
С осени 1999 года Дания участвует в операции НАТО по поддержанию стабильности в Косово, военнослужащие Дании включены в силы KFOR в составе многонациональной бригады «Север» («Multinational Brigade Nord»).

### XXI век
С января 2002 до июня 2021 года Дания принимала участие в войне в Афганистане.
Дания принимала участие в войне в Ираке с апреля 2003 по 21 декабря 2007 года.
Дания принимает участие в операции НАТО Ocean Shield по борьбе с пиратством в Аденском заливе и у берегов Африканского Рога. Также, ВВС Дании принимают участие в операции НАТО по патрулированию воздушного пространства Прибалтики (Operation «Baltic Air Policing»).
3 декабря 2008 года Дания подписала конвенцию о отказе использования кассетных боеприпасов (вступившую в действие с 1 августа 2010 года).
В 2011 году Дания принимала участие в военной интервенции в Ливию. В состав группировки были направлены шесть F-16 и один C-130J-30 Super Hercules, а также лётно-технический персонал, первые четыре F-16 прибыли на Сицилию 19 марта 2011. 23 марта 2011 шесть датских F-16 совершили первые 12 вылетов, в ходе которых нанесли авиаудары по объектам на территории Ливии. В целом, только в ходе операции «Odyssey Dawn» (в период до начала миссии «Unified Protector») датские F-16 совершили 43 вылета, сбросив на объекты на территории Ливии 107 управляемых авиабомб. В общей сложности, в период до 31 октября 2011 года самолёты ВВС Дании совершили 599 вылетов, сбросив на объекты на территории Ливии 923 управляемых авиабомб.
В 2013—2022 гг. вооружённые силы Дании участвовали в военной операции в Мали.
Кроме того, Дания участвует в миротворческих операциях ООН. Потери Дании за всё время участия в миротворческих операциях ООН составили 51 человека погибшим.

## Состав вооружённых сил

### Оперативная структура
Министерство обороны (Forsvarsministeriet), Копенгаген
- Разведывательная служба обороны (Forsvarets Efterretningstjeneste (FE)), Цитадель Фридериксхавн, Копенгаген
- Начальник обороны (Forsvarschefen) – генерал / адмирал
  - Заместитель начальника обороны (Viceforsvarschefen) – генерал-лейтенант / вице-адмирал
  - Штаб обороны (Forsvarsstaben)[21]
    - Секретариат руководства (Ledelsessekretariatet)
    - Штаб операций (Operationsstaben) – генерал-майор / контр-адмирал
    - Штаб развития и планирования (Udviklings-og Planlægningsstaben) – генерал-майор / контр-адмирал
    - Экономический отдел (Økonomidivisionen)
- Командование обороны (Forsvarskommandoen (FKO)), Куглегорден, Арсенальский остров (на территории Военноморской станции Копенгаген)[22]
  - Штаб СВ (Hærstaben), авиабаза Каруп – генерал-майор
  - Штаб ВМС (Marinestaben), авиабаза Каруп – контр-адмирал
  - Штаб ВВС (Flyverstaben), авиабаза Каруп – генерал-майор
  - Командование специальных операций (Specialoperationskommandoen), авиабаза Ольборг – генерал-майор / контр-адмирал
    - Егерский корпус (Jægerkorpset (JGK)), авиабаза Ольборг
    - Корпус боевых пловцов (Frømandskorpset (FKP)), Военноморская станция Конгсёре (Исе-фьорд)

  - Арктическое командование (Arktisk Kommando), Нуук – генерал-майор / контр-адмирал
    - Нуук (обороны Гренляндии)
    - Торсхавн (обороны Фарерских островах)
- Командование территориальной обороны (Hjemmeværnskommandoen (HJK)) – генерал-майор / контр-адмирал
  - Школа терробороны (Hjemmeværnsskolen)
  - Терроборона СВ (Hærhjemmeværnet)
    - Регион Запад (Landsdelsregion Vest)
    - Регион Восток (Landsdelsregion Øst)

  - Терроборона ВМС (Marinehjemmeværnet)
  - Терроборона ВВС (Flyverhjemmeværnet)

### Сухопутные войска

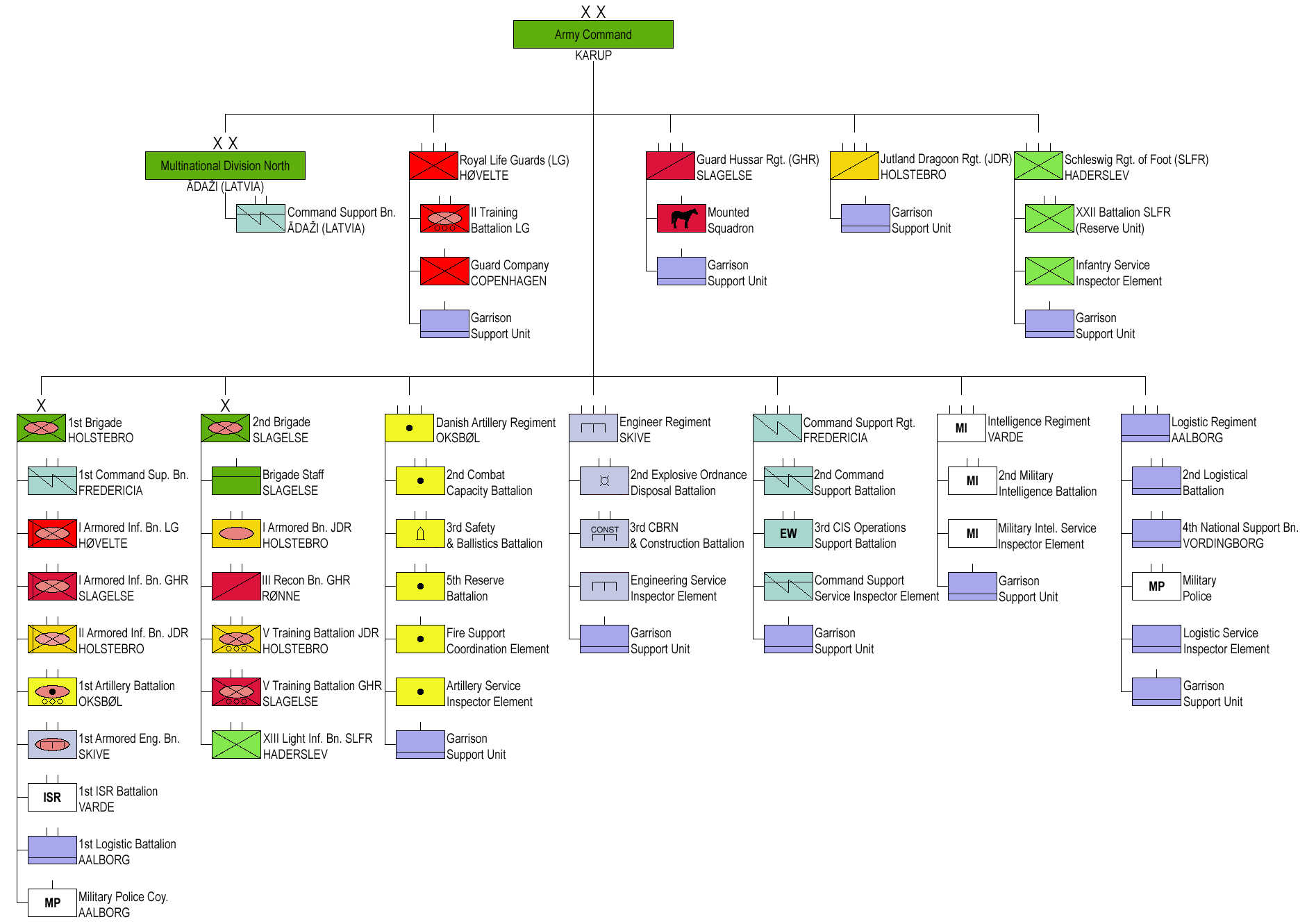
Состав СВ Дании на 2019 год.

Сухопутные войска Дании являются сухопутным отделением Датских сил обороны, наравне с Датским ополчением.

### Военно-морские силы
Датские военно-морские силы (официально дат. Kongelige Danske Marine, неофициально Søværnet) — морское отделение Датских сил обороны. ВМС Дании ответственны за морскую оборону и поддержание суверенитета в территориальных водах Дании, Гренландии и Фарерских островов. Другие задачи включают в себя наблюдение, поисково-спасательные работы, ледокольные работы, профилактику и ликвидацию разливов нефти, а также участие в международных силовых группах.
В период с 1509 года по 1814 год, когда Дания состояла в унии с Норвегией, датский флот входил в состав Королевского датско-норвежского флота. До 1807 года этот флот был одной из самых влиятельных сил в европейском регионе, но в дальнейшем сократился. Несмотря на это флот укомплектован рядом крупных современных кораблей, вошедших в строй уже после окончания Холодной войны. Это можно объяснить его стратегическим положением как члена НАТО, контролирующего доступ к Балтийскому морю.
Дания является одним из нескольких членов НАТО, в чьих флотах отсутствуют подводные лодки.

### Военно-воздушные силы
Датские военно-воздушные силы (дат. Flyvevåbnet) ответственны за поддержание внутренней безопасности и обеспечение целей национальной безопасности в международных операциях за рубежом. В настоящий момент в датских военно-воздушных силах состоит 3400 постоянных сотрудников и ещё 100 человек призывного состава. Лётный парк представлен 119 самолётами и вертолётами американского и европейского производства.

## Воинская обязанность и призывной состав
В соответствии с §81 конституции Дании, в стране сохраняется призывная служба, и все датчане мужского пола, достигшие 18 лет, формально несут воинскую обязанность. В 2020 году службу по призыву в вооруженных силах Дании проходил 4631 человек, в том числе 3593 мужчины и 1038 женщин. Призыв проходит в заранее назначаемый каждый год День вооруженных сил (дат. Forsvarets Dag) и включает в себя письменный тест, медицинский осмотр и лотерею, в которой случайным образом — в зависимости от выпавшего номера — определяется, будет ли призывник отправлен на действительную службу или в резерв. Почти все места на действительной призывной службе занимают добровольцы, поступающие на службу без лотереи — их доля среди военнослужащих, проходящих службу по призыву, увеличивалась с 76 % в 2006 году до 99,9 % в 2020 году. Жители Гренландии и Фарерских островов освобождены от обязательной службы.
Министр обороны Дании в январе 2023 года предложил ввести обязательную военную службу для женщин для укрепления военной силы государства.